# Franz Wurmb
Franz Wurmb (eigentlich Franz Wurm, * 23. Juli 1806 in Neumarkt im Hausruckkreis (Oberösterreich); † 10. Oktober 1864 in Wien) war ein österreichischer Arzt und Homöopath.

## Leben
Wurmb studierte Medizin in Padua und an der Universität Wien. Nach dem Abschluss mit der Promotion mit dem Titel De diuretecs (1831) begann er zunächst als Assistent beim Arzt Franz Wierer in Wien zu arbeiten, beendete diese Stellung jedoch, nachdem er die Homöopathie kennengelernt hatte.
Seine Bestrebungen, sich als Privatdozent an der Universität Wien zu habilitieren und Vorlesungen über die Homöopathie zu halten, waren jedoch nicht von Erfolg gekrönt.
Zusammen mit Philipp Anton Watzke, Friedrich Wilhelm Carl Fleischmann und Clemens Hampe gründete er 1859 den Verein homöopathischer Ärzte für physiologische Arzneimittelprüfungen und war Mitherausgeber der Österreichischen Zeitschrift für Homöopathie.
Zusammen mit Watzke gründete er das Homöopathische Krankenhaus in Wien-Leopoldstadt, dessen Leiter er von 1850 bis 1862 war.
Bis mindestens 1844 ist er in den Unterlagen der Universität Wien und der Österreichischen Zeitschrift für Homöopathie als Franz Wurm aufgetreten; er stellte seinem Namen erst später ein „b“ an.

## Werke
- mit Hugo Caspar: Homöopathisch-klinische Studien, Wien: J.F. Gress, 1852. (online bei der Taubman Medical Library)